# Ферьер-сюр-Арьеж
Ферье́р-сюр-Арье́ж (фр. Ferrières-sur-Ariège) — коммуна во Франции, находится в регионе Юг — Пиренеи. Департамент коммуны — Арьеж. Входит в состав кантона Фуа-Рюраль. Округ коммуны — Фуа.
Код INSEE коммуны — 09121.

## Население
Население коммуны на 2008 год составляло 804 человека.
| 1962 | 1968 | 1975 | 1982 | 1990 | 1999 | 2008 |
| ---- | ---- | ---- | ---- | ---- | ---- | ---- |
| 181  | 301  | 482  | 574  | 660  | 705  | 804  |

## Экономика
В 2007 году среди 507 человек в трудоспособном возрасте (15—64 лет) 352 были экономически активными, 155 — неактивными (показатель активности — 69,4 %, в 1999 году было 69,0 %). Из 352 активных работали 324 человека (166 мужчин и 158 женщин), безработных было 28 (13 мужчин и 15 женщин). Среди 155 неактивных 62 человека были учениками или студентами, 53 — пенсионерами, 40 были неактивными по другим причинам.